# Buna (rivier)
De Buna is een korte rivier in Bosnië en Herzegovina die uitmondt in de rivier de Neretva. De bron (Vrelo Bune) is de grootste bron van een karstrivier in Europa. De rivier ontspringt vlak bij Blagaj, ten zuidoosten van Mostar uit de berg. De Buna stroomt vervolgens ongeveer 9 kilometer naar het westen, beginnend bij Blagaj, en meandert door de dorpen Blagaj, Kosor, Malo Polje en Hodbina. Even daarna voegt de Buna zich bij de Neretva aan de linkeroever. Het water is extreem koud.
- Virtual International Authority File: 1144898427650290017